# 坊勢島

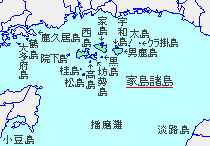
坊勢島の位置

坊勢島（ぼうぜじま）は、瀬戸内海東部（播磨灘）、家島諸島中部に位置する島。家島本島の次に人口が多く、漁業を主要産業とし、兵庫県下で1、2位を争うほどの漁獲高を誇る。

## 概要
兵庫県姫路市に属する。かつては飾磨郡家島町に属していたが、2006年3月27日に姫路市と合併した。人口は1,911人。家島諸島の有人島の中で面積は最も小さいが、人口は家島に次いで二番目に多い。
島名は、883年（元慶7年）学論に敗れてこの島へ流された比叡山の高僧・覚円を慕い、比叡山の若い僧が大勢島に渡ってきた伝承による。あるいは、百済の王子の子孫で、坊勢法師と名乗る水軍の首領にちなむという説もある。

## 名所旧跡
- 家島十景「坊勢寺跡」
- 恵美酒神社
- 弁天島

## 施設
- 奈座港、奈座ターミナル
- 姫路市立坊勢中学校
- 姫路市立坊勢小学校
- 家島坊勢郵便局

## 交通
姫路港から西岸の坊勢旅客船ターミナルへ坊勢輝汽船が1日12便（土日13便）運航する。
また、坊勢渡船有限会社が所有する船舶を用い、家島網手港-坊勢島奈座港間（1日12便）1.8kmを約7分で結んでいる。
島内交通としては姫路市の「坊勢コミュニティバス」があり、月・火・水・金曜日は11便、木・土曜日は午前中の6便で終了、休日運休である。運賃は一乗車100円（小児50円）、路線は時計回り一方循環の一路線のみ、定員8人。

## ギャラリー

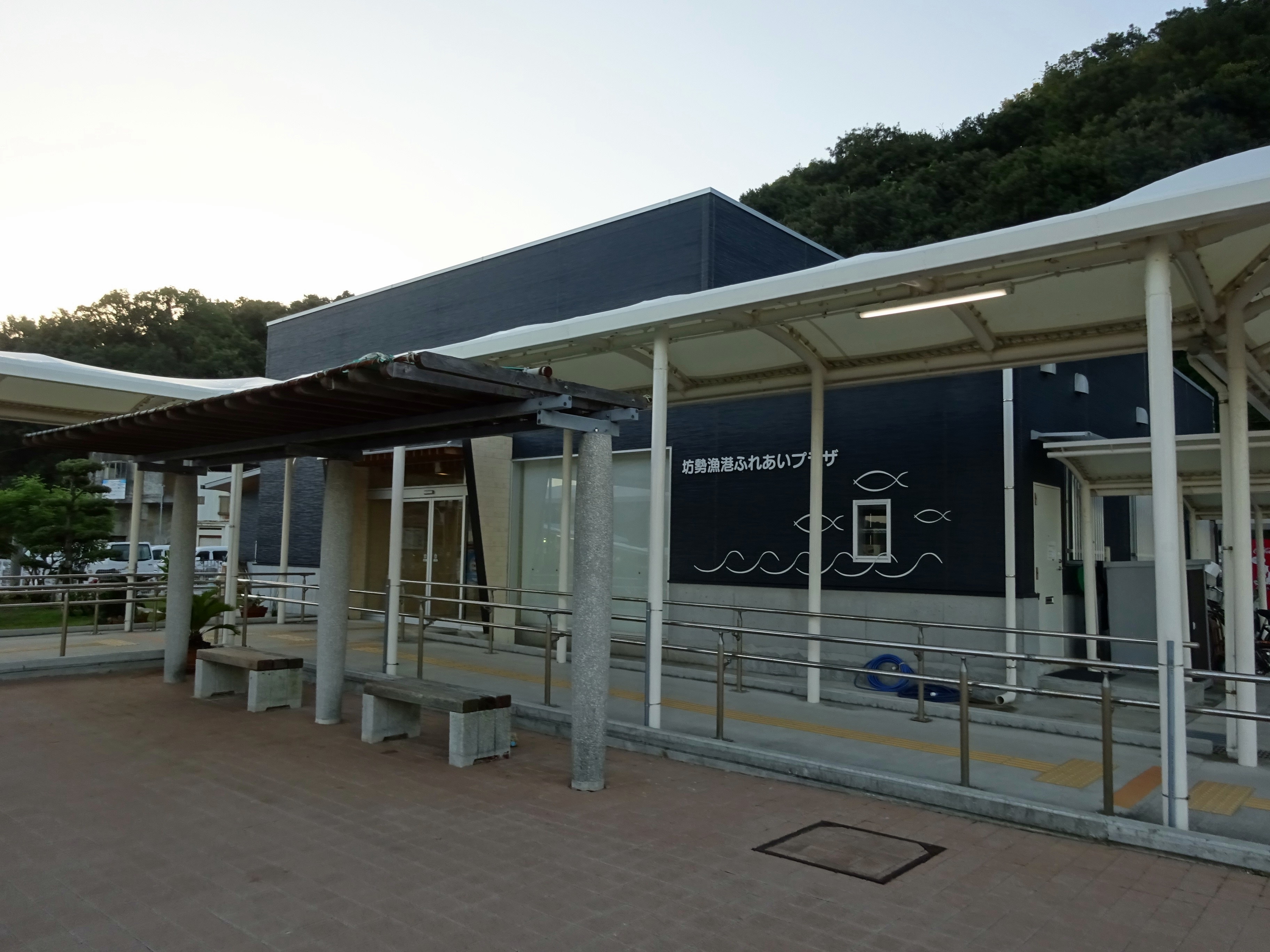
坊勢漁港ふれあいプラザ
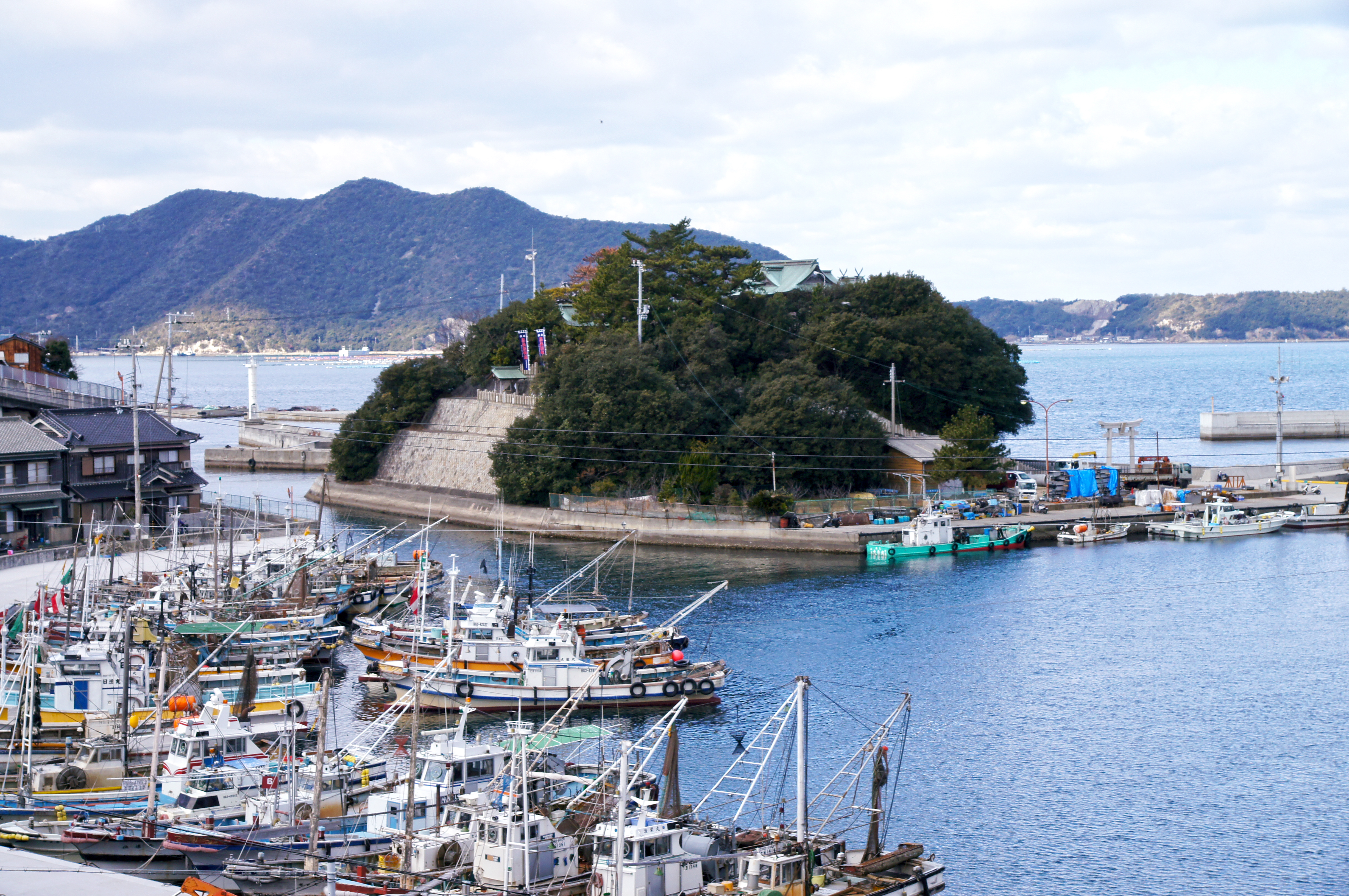
家島十景「坊勢寺跡」より
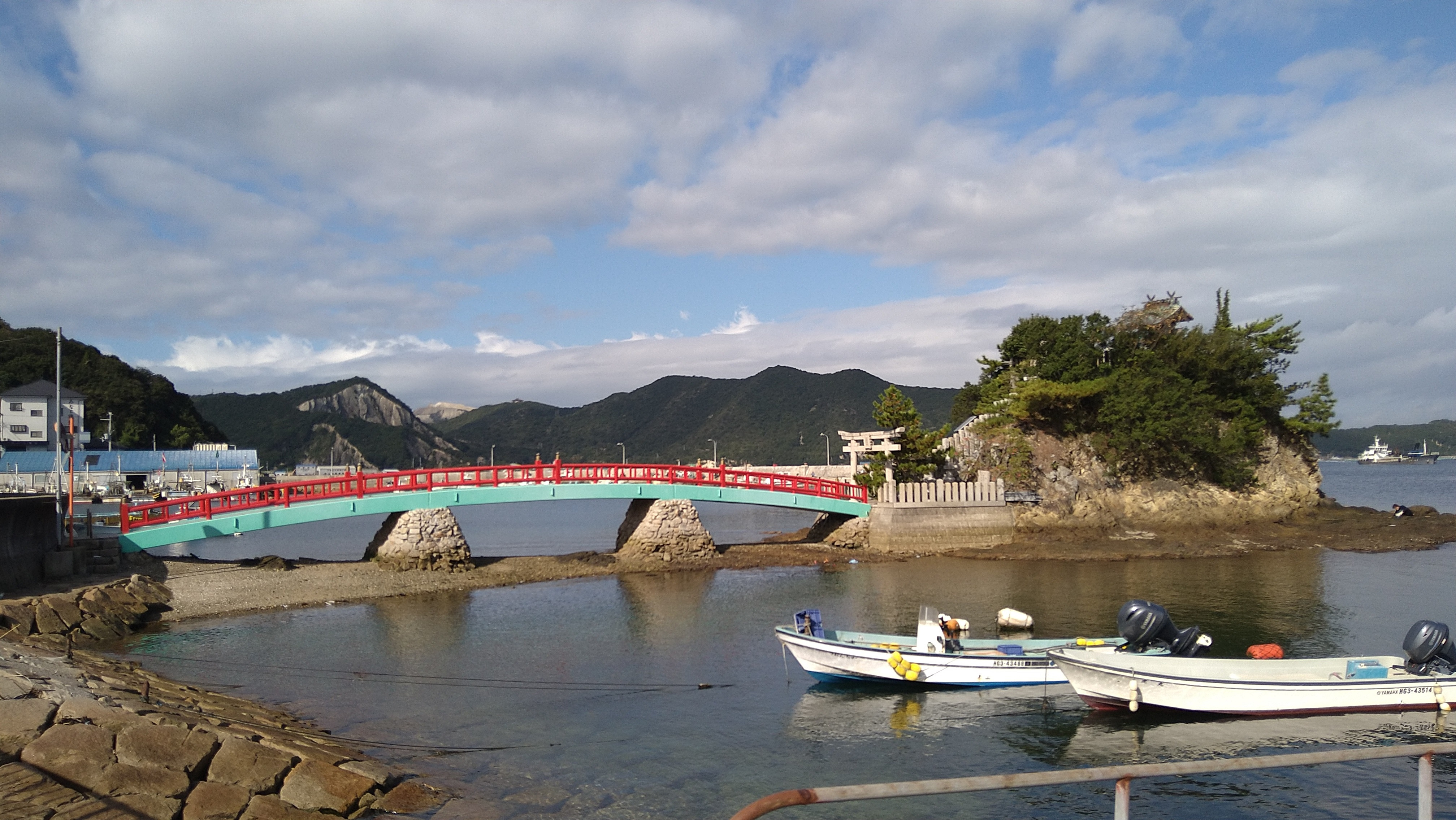
坊勢島属島の弁天島
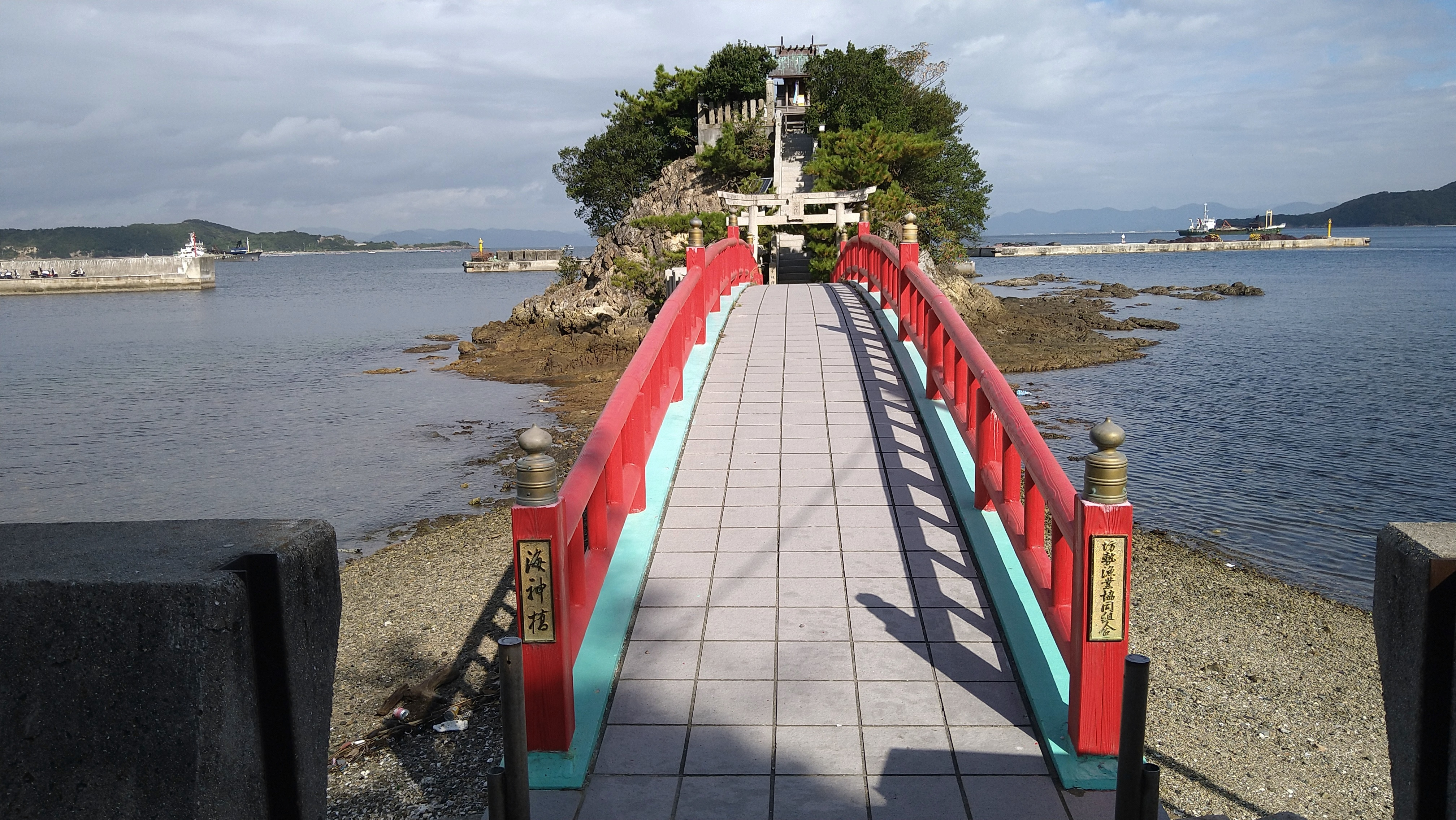
弁天島にかかる海神橋